# Oxandra leucodermis
Oxandra leucodermis (Spruce ex Benth.) Warm. – gatunek rośliny z rodziny flaszowcowatych (Annonaceae Juss.). Występuje endemicznie w południowej Wenezueli. 

## Morfologia
PokrójZimozielone drzewo dorastające do 16 m wysokości.
LiścieMają kształt od eliptycznego do podłużnie eliptycznego. Mierzą 14–15 cm długości oraz 5,5 cm szerokości. Nasada liścia jest rozwarta. Blaszka liściowa jest o spiczastym wierzchołku. Ogonek liściowy jest nagi i dorasta do 3 mm długości.
KwiatySą pojedyncze lub zebrane w pęczki, rozwijają się na pniach i gałęziach (kaulifloria). Działki kielicha mają owalny kształt i dorastają do 4–8 mm długości. Płatki mają odwrotnie owalny kształt i zieloną barwę, osiągają do 25–33 mm długości. Kwiaty mają około 100 pręcików i 9–13 owocolistków.
OwocePojedyncze mają elipsoidalny kształt, zebrane po 6 w owoc zbiorowy. Są osadzone na szypułkach. Osiągają 11 mm długości i 8–9 mm szerokości.

## Biologia i ekologia
Rośnie w podmokłych, wiecznie zielonych lasach, na terenach nizinnych.